# Móri Motonari
Móri Motonari (毛利 元就), a Szengoku periódusban, a XVI. század folyamán élt, 1497. április 16-án született a Csúgoku régióban (中国地方, Csugoku-Csihó), Aki tartományban (安芸国 Aki no Kuni) és 1571. július 6-án hunyt el, 74 évesen, a Kórijama kastélyban.
Híres hadvezér, és nagy stratéga volt, Aki tartományban, egy kis, helyi hadúrként kezdte pályafutását, ám háború, cselszövés, diplomácia, házasság és orvgyilkosságok útján, kiterjesztette klánja uralmát szinte az egész Csugoku régióra. Saját korában is, sokana cselvetés és az intrika mestereként ismerték, azonban emellett elismert költő, és a művészetek nagy támogatója is volt, Halála évében a tizenegy Csugoku tartományból tízet, valamint Oki szigetét tartotta uralma alatt.

## A Móri-klán
A Móri-klán, Óe Hiromotótól (大江広元, 1148–1225) származtatja magát, aki Minamoto no Joritomo egyik tanácsadója volt, és ura halála után hűségen szolgálta tovább a Hodzsó házat. Óe Hiromotó fia vette fel a Móri nevet. 1336-ban vált Aki tartomány a klán otthonává, amikor Móri Tokicsika kinevezést és földet kapott ezen a területen. Az 1470-es években, néhány nagyobb hatalmi harc következtében a Móri-klán fő háza, magába olvasztotta a kisebb ágakat, így egyesítve a klánt.

## Fiatalkora
Móri Motonari, gyermekkori nevén, Shódzsumaru (松寿丸), egy Daimjó, Móri Hiromotó, és egy Fukubara Hirotosi nevű nemesember lányának második gyermeke volt.
Apja számos hatalmi konfliktusba került az aki-i Takeda -klánnal (nem összetévesztendő ugyanezen klán Kai-i ágával), valamint a szomszédos Ócsi-klánnal.
Hiromotó végül, mikor úgy látta az Izumó tartománybéli Amakó- klán támadása Aki ellen elkerülhetetlen, szövetségre lépett az Ócsi családdal.
1506-ban Hiromotó meghalt, és pozícióját legidősebb fia, Okimotó (születési nevén Kócsijomaru) vette át, aki Kiotóba utazott rövid időre, hogy a szövetséges Ócsi Josiokinak segédkezzen politikai ügyeiben.
Motonari 1511-ben kapta meg férfivá érési ceremóniáját, bátyja, Okimoto 1516-ban halálozott el, így Motonarit nevezték ki a néhai uraság fiatal fia, Komacumaru(幸松丸) mellé felvigyázónak.
Komacumaru 1523-ban, szintén elhalálozott, így Motonari lett a klán feje.
Mivel mind Okimoto, mind Komacumaru tisztázatlan körülmények között haltak meg, gyakori állítás, hogy maga Motonari intézte úgy, hogy véget érjen az életük.
Szogó Motocuna (相合元綱), Motonari fiatalabb fivére ellenezte bátyja hatalomátvételét, és összeesküvést tervezett ellene, azonban lebukott, és rituális öngyilkosság elkövetésére kényszerítették társaival és csatlósaival együtt.

## Család
Motonari felesége a Kikkava Kunicune lánya volt, akit a szövetség megerősítése érdekében vett feleségül.
Takamotó, Takakage, és Motoharu, mellett hat másik fiuk is született, Motoaki, Motomasza, Motokió, Hidekane, az utolsó kettő neve ismeretlen, mivel valószínűleg halva születtek.
Sidzsi Hirojosi, Kucsiba Micsijosi, Kumagai Nobunaó, Fukuhara Szadatosi, Kacura Motozumi, Kódama Naritada, Kokusi Motoszuke, Hiraga Hiroszuke, és Icsikava Cunejosi segítették Motonarit az uralkodása alatt, legnagyobb tábornokai azonban fiai Takakge és Motoharu voltak.
A Móri-klán híres „Egy Vonal, Három csillag” címerét, egy leszármazottjuk, Óe Hiromotó alkotta meg.
Motonari örököse, unokája Terumotó volt, a néhai Takamotó fia.
Móri Motonari három fiával és feleségével az Óbai-In-ben van eltemetve, a Daitokudzsiben, Kiotóban.

## Az Arita Nakaide (有田中井手の戦い)  ütközet
Okimotó halálát, Aki leghatalmasabb Daimjója, Takeda Motosige remek lehetőségnek látta a Móri és Kikkava földek meghódítására, így hát 5000 emberrel megindult az Arita kastély (有田城) ostromára.
Motonari egy 1000 emberből álló szövetséges hadsereggel indult, hogy ellenálljon a Takeda támadásnak.
Az első összeütközés közben Kumagai Motonaó (熊谷元直) a Takeda élcsapat parancsnoka életét vesztette, ezt látva, Motosige maga indult meg Motonari ellen a sereggel, de ő is életét vesztette egy nyílvessző által.
Ez a csata volt Motonari első igazi hadjárata, és igen fontos pillanatnak minősült a Móri-klán számára, mivel jelentősen megnövelte a befolyásukat, Aki tartományban.

## Amakó invázió
1528-ban Ócsi Josioki elhalálozott, utódja pedig fia, Ócsi Jositaka lett.
Az ellenséges Amakó- klán megpróbálta kihasználni a helyzetet, de kevés sikerrel.
Eközben Motonari helyi szövetségeseket gyűjtött magának, Aki tartományban, melyek közül a legfontosabbak Sisidó, Kumagai, és Amanó voltak.
Mivel az Amakó klán kísérletei a Móri ház bekebelezésére sorra meghiúsultak, 1540-ben, Amakó Akihisza (Haruhisza) egy hatalmas sereget indított, Aki területére, hogy elfoglalják a Korijama kastélyt, a Móri ház központját.
Motonari, mivel nem volt elég katonája, bezárkózott a Korijama kastélyba, és onnan indított kisebb támadásokat az éjszaka vagy a köd leple alatt az Amakó erők ellen, ő maga pedig segítséget kért az Ócsi-klántól.
Az Amakó sereg elpusztított számos erődöt, és felégette a Kórijama alatt elterülő Josida várost, de mivel Motonari ezek után sem volt hajlandó megadni magát, ostrom alá vették a kastélyt.
Kora októberre megérkezett Szue Takafusza (Harukata), Ócsi Jositaka tábornoka, és egyesítette erőit Motonari harcosaival.
A josida-korijamai ütközet (吉田郡山城の戦い) több csatát is magába foglalt, melyek az év további részében zajlottak le, majd az Amakó sereg vereségével, amely, miután két tűz közé szorult, és elvesztette egy fontos parancsnokát Ujama Hiszakanét, 1541-ben kivonult Aki tartományból.
Az Amakó sereg veresége meggyengítette a segítségükre siető Takeda házat is, Motonari erői immár veszélyeztették az Aki-Takeda központot, a Kanajama kastélyt (銀山城) így Takeda Nobuszane (武田信実) Izumó tartományba menekült, az Amakó szövetségeseihez, kastélyát pedig hátra hagyta. Ezzel ért véget a Takedák hatalma, Aki tartományban.

## Az első Gassan-Tóda ütközet (月山富田城の戦い)
1541-ben, nem sokkal a sikertelen hadjárat után, Amakó Cunehisza elhunyt.
1542-ben, nagy lehetőséget látva a Daimjó halálában, és Akihisza (Haruhisza) korábbi vereségében, Ócsi Jositaka és Móri Motonari támadást indítottak Izumó tartomány ellen.
A hadjárat igen jól indult, az Ócsi sereg sikeresen lerohanta az Akana kastélyt (赤穴城), és el is foglalta azt egy három hónapon át tartó ostrommal, azonban a tempó lelassult és a hadjárat elhúzódott 1543-ig.
Mire a szövetségesek elérték a Gasszan-Tóda kastélyt, a katonáik kimerültek voltak, és az ellátmányaik végén jártak, nem volt elég erejük a kastély lerohanására, így némi harc után, újév másnapján, a szövetségesek elfogadták a vereséget és visszavonultak.
Az első gasszan-tódai ütközet, nagy fordulópont volt. Motonari visszatért a Kórijama kastélyba, Jositaka pedig, erősen sérült önbizalommal visszavonult Jamagucsiba, és a továbbiakban idősebb csatlósaira bízta az Ócsi terület ügyeinek intézését.
A győztes Amakó klán, kiterjesztette befolyását, Hoki, Bicsu és Mimaszaka tartományokra is.
Móri Motonari több új szövetségest is maga mellé gyűjtött, köztük a három ágazatból álló Nyugati Murakami családot is, akik voltaképpen egy kalóz szövetséget alkottak.
1550-re, Motonari a Kikkava és a Kobajakava klánok élére helyezte két fiát, Motoharut és Takakagét. A harmadik, legidősebb fia, az örökös, Móri Takamotó volt, a későbbi Móri Terumotó apja.

## A mijadzsimai csata
1550-ben, miután Szue Harukata (Takafusza) fellázadt ellene, Ócsi Jositaka el kellett meneküljön Jamagucsiból, és öngyilkos lett. hogy legitimizálja tetteit, Harukata megszervezte, hogy Ótomó Szorin, a néhai Ócsi Josioki unokája legyen Jamagucsi új ura, Ócsi Josinaga néven.
Motonari, kihasználta a lehetőséget, és elkezdte növelni befolyását Bingó tartományban, átvéve a Takijama kastélyt 1552-ben.
1554-ben, Motonari elszakadt Szue mellől, ami miatt Szue egy hatalmas, 30 000 fős sereget állított össze.
Habár Motonari erősebb volt, mint valaha, a felét is alig tudta összeszedni Szue erőinek.
Eleinte sikeres volt a csatákban, Júniusban vereséget mért Osikihatánál a Szue erőkre, nagyrészt az ellenséges csapatok megvesztegetésének köszönhetően, Szue így nem indított nagyobb támadást Korijama ellen, így Motonari lélegzetvételhez jutott.
1555 nyarán azonban, Szue ismét nyomást gyakorolt a Móri-klánra.
Harukata jó harcos volt, sok szövetségessel és nagy erőkkel harcolt. Mikor Motonari látta, hogy saját szövetségesei egyenként fordítanak neki hátat, új, szokatlan tervet eszelt ki, melynek fontos része volt az Icukusima szentély, melyet a harcosok vallási okokból rend szerint elkerülnek.
Az ötlet, hogy megszállják ezt a helyet, közel az Aki partokhoz, valójában Móri generálisainak fejéből pattant ki.
Ahhoz azonban, hogy Mijadzsima stratégiai ponttá váljon bárki számára, a legközelebbi erődöt, Szakuraó (桜尾城) kastélyát is meg kellett tartani. Ha Szakuraó elesik, a csapatok Mijadzsimában, teljesen el lesznek szigetelve.
Móri azonban elég elkeseredett volt, hogy ilyen taktikai dilemma elé állítsa ellenfelét, így megszállta Mijadzsimát, Szue pedig belesétált a csapdába.
Lerohanta főseregével Mijadzsimát, és elfoglalta Mijao várát (宮尾城), felállított To-No-Okánál néhány erődítményt, és úgy érezte, a helyzete biztonságos, hiszen Mori láthatólag védekező stratégiára váltott, ő pedig könnyen támadhat Aki és Bingó felé is a beltengeren.
Móri, azonban elfoglalta Szakuraó várát, és segítségül hívta tengeri szövetségesét, Murakami Torajosit. Kalóz szövetségeseivel, és fiaival az oldalán Motonari október 16-án, az éj leple alatt egy hatalmas vihar közepette, kihajózott.
Takakage elterelésként elhajózott egyenesen a To-No-Okai erődítmények mellett, Motonari, Takamotó, és Motoharu pedig a keleti fertályon szálltak partra, ahol nem voltak annyira szem előtt.
Takakage csak hajnalban szállt partra, és támadást mért Szue csapataira Mijadzsima nagy Tori kapujának árnyékában, Motonari pedig hátulról rontott az ellenségre.
Szue serege hamar szétfutott, maga Harukata pedig öngyilkos lett, az Oe öbölnél ( Oe No Ura 大江浦), számos katonájával. Motonari számára az Icukushima szentély csatája (厳島の戦い) döntő jelentőséggel bírt.
Habár a Mori- klán csak 1557-re tudta Ócsi Josinagát öngyilkosságra kényszeríteni, és még pár további évivel később átvenni a hatalmat a Szue és a Nagató területek fölött, mégis Motonari lett a Csugoku régió leghatalmasabb Daimjója, így, 1557-ben, nyugdíjba is vonult fia, Takakage javára, habár szemét még sokáig rajta tartotta a klán ügyein.

## Háború az Amakó-  és Ótomó- klánok ellen
Az elkövetkező években, a Móri-klán számos csatát vívott az Ócsik egykori szövetségeseivel, az Ótomó klánnal, illetve a régi rivális Amakó- klánnal.
Számos küzdelem folyt például a Buzen tartomány északi részén fekvő Modzsi kastélyért, amelyet, számos gazda váltás után, Takamotó végül el is foglalt 1561-ben, Motonari pedig, Ivamira irányította a figyelmét.
Amakó Haruhisza, váratlanul elhunyt 1561 januárjában, gyengekezű fiát, Josihiszát hagyva maga után Daimjónak.
Mivel Gasszan-Tóda, kevés segítséget küldött Ivamiba, 1562.-ben az Ivami ezüstbányák Móri kézre kerültek.
Motonari bevonult Izumóba, és hadjáratot indított, hogy elvágja Gasszan-Tódát az ellátmányoktól.
Takamotó, Kjúsúról hazafelé tartva, váratlanul meg halt, Vacsi Szaneharu (和智誠春) kúriájában, Bingó tartományban.
1563 őszén, a Macuda Micsihisza (松田満久) által védett Siraga kastély (白鹿城), Gasszan-Tóda egy fontos előretolt állása Izumóban, 70 napos ostrom után elesett, miután a Móri harcosok elvágták az ellátmányoktól. Micsihisza öngyilkos lett, azonban a fia, Maszajaszu(誠保) elmenekült, és évekkel később újra feltűnt egy kísérlettel az Amakó- ház hatalmának visszaállítására.
1564 tavaszán Móri Motonari 15 000 fős sereget vezetett Gasszan-Tóda ellen. Ez a hadjárata volt a 2. Gasszan-tódai csata.
Josihisza az ellenség számbeli fölénye és az éhínség ellenére sikeresen visszaverte az első Móri támadást áprilisban, mely után Motonari visszavonult újraszervezni seregeit.
Azonban augusztusban visszatért, és ezúttal sikeresen kiéheztette a vár védőit.
Josihisza  árulással vádolta egy magas rangú csatlósát Ujama Hiszakanét(宇山久兼) , és megölette 1566 januárjában.
Az éhező védők morálja összeomlott, és novemberben, Josihisza végül megadta magát.
Száműzték Enmjódzsiba (円明寺) Aki tartományban.

## A három nyílvessző leckéje
Ebben a példázatban Motonari egy-egy nyílvesszőt nyújt a három fiának, majd arra kéri őket, törjék el, ezután három egymáshoz kötözött nyílvesszőt nyújt nekik, majd ismét arra kéri őket, törjék el.
Ezzel a példával tanítja nekik, hogy külön-külön a nyílvesszők könnyen eltörnek, de együtt, egyesített erővel, törhetetlenek.
Habár a példázat a modern Japánban is él, az esemény melyről szól, valószínűleg sosem történt meg.

## Kuroszava: Káosz
Motonari 3 nyílvesszős legendája szerepel Kuroszava Akira 1985-ben rendezett monumentális filmjében a Káosz című filmben, amelyben Motonari életrajzi elemeit Kuroszava beépíti a Macbeth-feldolgozásba.

## Motonari a modern pop kultúrában
Móri Motonari karaktere megjelenik többek között a Sengoku Basara, és a Pokémon Conquest videójátékokban, illetve egy, a hadúr nevét viselő TV drámában is.